# Aderus vicinus
Aderus vicinus is een keversoort uit de familie schijnsnoerhalskevers (Aderidae). De wetenschappelijke naam van de soort werd in 1905 gepubliceerd door Maurice Pic.